# Tudanca
Tudanca és un municipi de la Comunitat Autònoma de Cantàbria. Està situat en la zona occidental de la comunitat a 96 quilòmetres de la capital, Santander. Es troba encaixat en la vall del Nansa.

## Localitats
- La Lastra, 51 hab.
- Santotís (Capital), 22 hab.
- Sarceda, 42 hab.
- Tudanca, 86 hab.

## Municipis limítrofs
- Nord: Rionansa.
- Sud: Polaciones.
- Est: Cabuérniga i Mancomunitat Campoo-Cabuérniga
- Oest: Rionansa i Polaciones

## Demografia
| 1900 | 1910 | 1920 | 1930  | 1940 | 1950  | 1960 | 1970 | 1980 | 1990 | 2000 | 2007 |
| ---- | ---- | ---- | ----- | ---- | ----- | ---- | ---- | ---- | ---- | ---- | ---- |
| 756  | 792  | 766  | 1.044 | 932  | 1.188 | 832  | 646  | 430  | 357  | 269  | 215  |

Font: INE

## Administració
| Eleccions municipals, 25 de maig de 2003 |      |        |          |
| Partit                                   | Vots | %      | Regidors |
| PP                                       | 97   | 49,74% | 3        |
| PRC                                      | 97   | 49,74% | 2        |

| Eleccions municipals, 27 de maig de 2007 |      |        |          |
| Partit                                   | Vots | %      | Regidors |
| PP                                       | 115  | 62,84% | 4        |
| PRC                                      | 67   | 36,61% | 1        |